# Leavenworthia

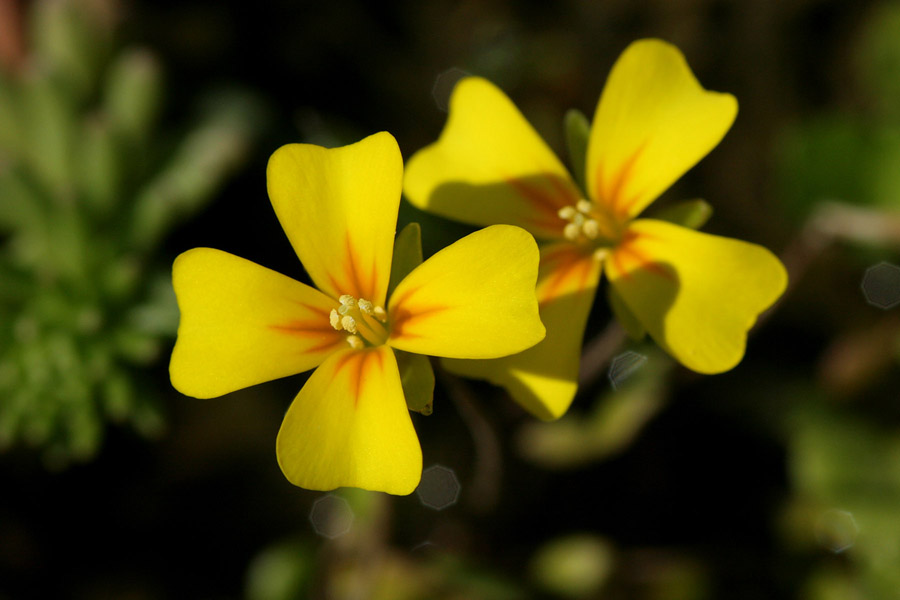
Leavenworthia crassa

Leavenworthia – rodzaj roślin z rodziny kapustowatych Brassicaceae. Należy do niego 8 gatunków występujących w południowej i wschodniej części Stanów Zjednoczonych.
Nazwa rodzaju upamiętnia lekarza i botanika amerykańskiego Melinesa Conklinga Leavenwortha (1796–1862).

## Morfologia
PokrójRośliny jednoroczne, nagie. Łodygi pokładające się lub całkiem zredukowane.
LiścieOdziomkowe skupione w rozetę, u niektórych gatunków też łodygowe. Całobrzegie lub lirowato pierzastodzielne. Liście łodygowe podobne do odziomkowych.
KwiatyZwykle pojedyncze, wyrastające na długiej szypułce ze środka rozety, rzadziej w gronach. Działki kielicha 4, rozpostarte lub podnoszące się, podługowate do niemal równowąskich. Płatki korony 4, białe, lawendowe, pomarańczowe lub żółte, jajowate, łopatkowate lub lancetowate, z krótkim paznokciem. Pręcików 6, wyraźnie czterosilnych.
OwoceŁuszczynki lub łuszczyny równowąskie do zaokrąglonych, gładkie lub pomarszczone, zawierające od 5 do 25 nasion.

## Systematyka
Pozycja systematyczna według APweb (aktualizowany system APG IV z 2016)
Rodzaj z plemienia Cardamineae z rodziny kapustowatych Brassicaceae.
Wykaz gatunków
- Leavenworthia alabamica Rollins
- Leavenworthia aurea Torr.
- Leavenworthia crassa Rollins
- Leavenworthia exigua Rollins
- Leavenworthia stylosa A.Gray ex Chapm.
- Leavenworthia texana Mahler
- Leavenworthia torulosa A.Gray
- Leavenworthia uniflora (Michx.) Britton